# Indian Pacific
 (octobre 2020).
Si vous disposez d'ouvrages ou d'articles de référence ou si vous connaissez des sites web de qualité traitant du thème abordé ici, merci de compléter l'article en donnant les références utiles à sa vérifiabilité et en les liant à la section « Notes et références ».
L'Indian Pacific est une voie de chemin de fer en service qui relie les villes de Perth et de Sydney en Australie. Elle a été inaugurée le 23 février 1970 après que les lignes déjà existantes ont été harmonisées à l’écartement standard. Elle a une longueur de 4 352 kilomètres et traverse trois États.
Il contribue au transport en Australie.

## Ligne

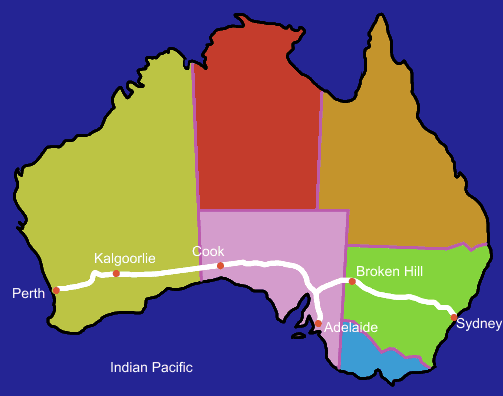
Itinéraire (en blanc).

La ligne quitte la gare de Perth et se dirige vers Kalgoorlie à l’est. Ce tronçon était construit en voie étroite et a dû être transformé en voie standard en 1968. Malgré cela, il y a toujours un changement de locomotive et de personnel à Kalgoorlie, passage de la Westrail (compagnie de l’ouest Australien) à l'Australian National Railways.
De Kalgoorlie, la ligne traverse ensuite la plaine de Nullarbor en empruntant la Trans-Australian Railway jusqu’à Port Augusta. Cette ligne de chemin de fer, directement construite en voie standard, achevée en 1917 a permis, en partie, d'accélérer l’intégration de l’Australie-Occidentale à la fédération en 1901. Cette section contient la plus longue ligne droite de chemin de fer au monde (479 km) à la hauteur de Cook. Lorsqu’elle a été construite, il y avait des changements d’écartement de voie à ses deux extrémités.
La ligne continue ensuite vers le sud jusqu'à la ville côtière de Port Pirie, avant de  rejoindre Crystal Brook à l'intérieur des terres, puis d'aller vers Adélaïde, la capitale de l’Australie-Méridionale. Le train remonte ensuite jusqu'à Crystal Brook d'où la ligne se dirige alors vers l’est en passant par Broken Hill. Le tronçon de Port Pirie à Broken Hill a été reconstruit en voie normale en 1970 (avant les rails étaient en voie étroite). Celui reliant Crystal Brook à Adélaïde a été construit en 1982.
Avant cela, l'Indian Pacific n'allait pas jusqu'à Adélaïde et les passagers devaient changer de train à Port Pirie.
Depuis Broken Hill, le train continue à travers la Nouvelle-Galles du Sud jusqu'à Parkes, il traverse ensuite les Montagnes bleues et arrive à Sydney.
En 2005, le train fait des arrêts de trois heures à Broken Hill, Adélaïde et Kalgoorlie et d'environ une heure à Cook.

## Conditions de voyage

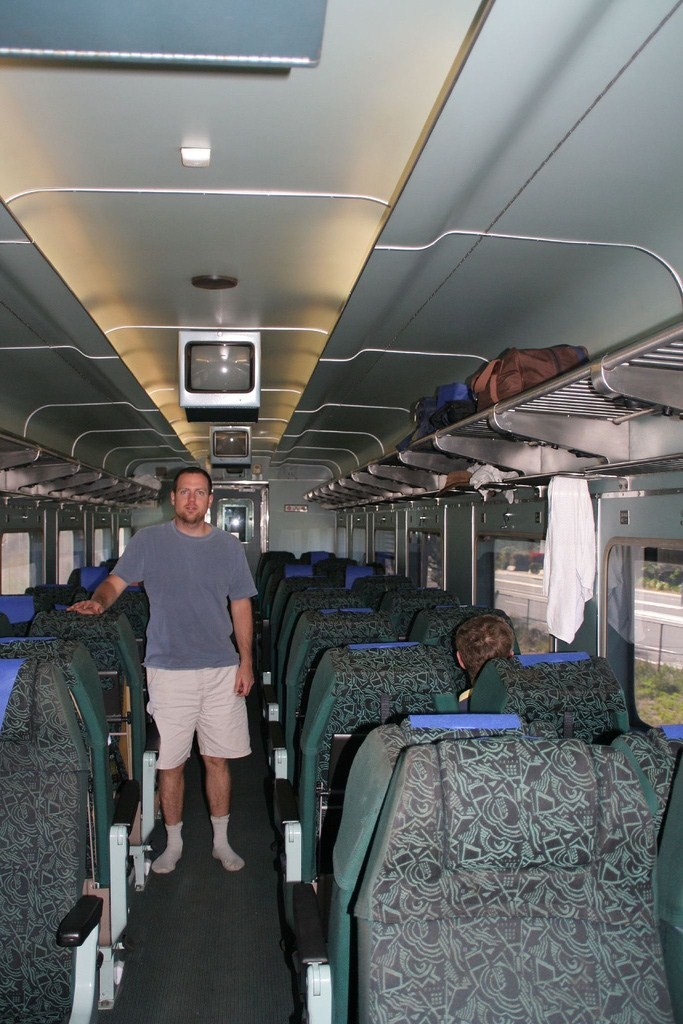
Intérieur du train en 2007.

La durée de voyage entre Perth et Sydney est de quatre jours. L'allure de l'Indian Pacific est en moyenne de 85 km/h, la vitesse maximale atteinte par le convoi est de 115 km/h. Les passagers peuvent choisir entre des cabines simples ou doubles ou des fauteuils inclinables. Le train peut transporter aussi les véhicules des passagers. La voiture-restaurant propose un service de table d'hôte. Enfin, il y a aussi un salon-bar.

## Le train de Noël
Depuis quelques années, l'Indian Pacific organise un train spécial à Noël avec des chanteurs célèbres à bord.
Le train s'arrête dans différentes gares du parcours où les chanteurs se produisent, créant ainsi une animation locale et permettant de remercier les habitants pour leur aide au maintien de la ligne. Ces arrêts comprennent les villages isolés de la plaine de Nullarbor que sont Watson, Cook et Rawlinna.
Parmi les artistes qui ont participé à cette manifestation, on peut citer : David Campbell (2007), Human Nature (2006), Guy Sebastian (2005), Jimmy Barnes (2004), John Paul Young (2003), Marcia Hines (2002), John Williamson (2001) et Nikki Webster (2000).

## Accidents
- Le 24 décembre 1975, quatorze des vingt-cinq wagons du train allant vers l'est ont déraillé à cause d'un effondrement du bogie du 1er wagon entre l'arrêt de Haig et Turina. Trois des deux cents passagers ont été blessés, les passagers ont pris l'avion de Forest pour Adélaïde.
- Le 18 août 1999[4], le train de l'ouest fut aiguillé accidentellement vers la mauvaise voie lors d'un passage à deux voies permettant le croisement des trains en temps normal. Le train entra en collision avec le train venant de l'est à Zanthus.
- Le 3 décembre 1999[5], un train de la CityRail a heurté l'arrière du train à Glenbrook dans les Montagnes bleues, à l'ouest de Sydney. Sept personnes à bord du train de la CityRail sont mortes.

## Galerie

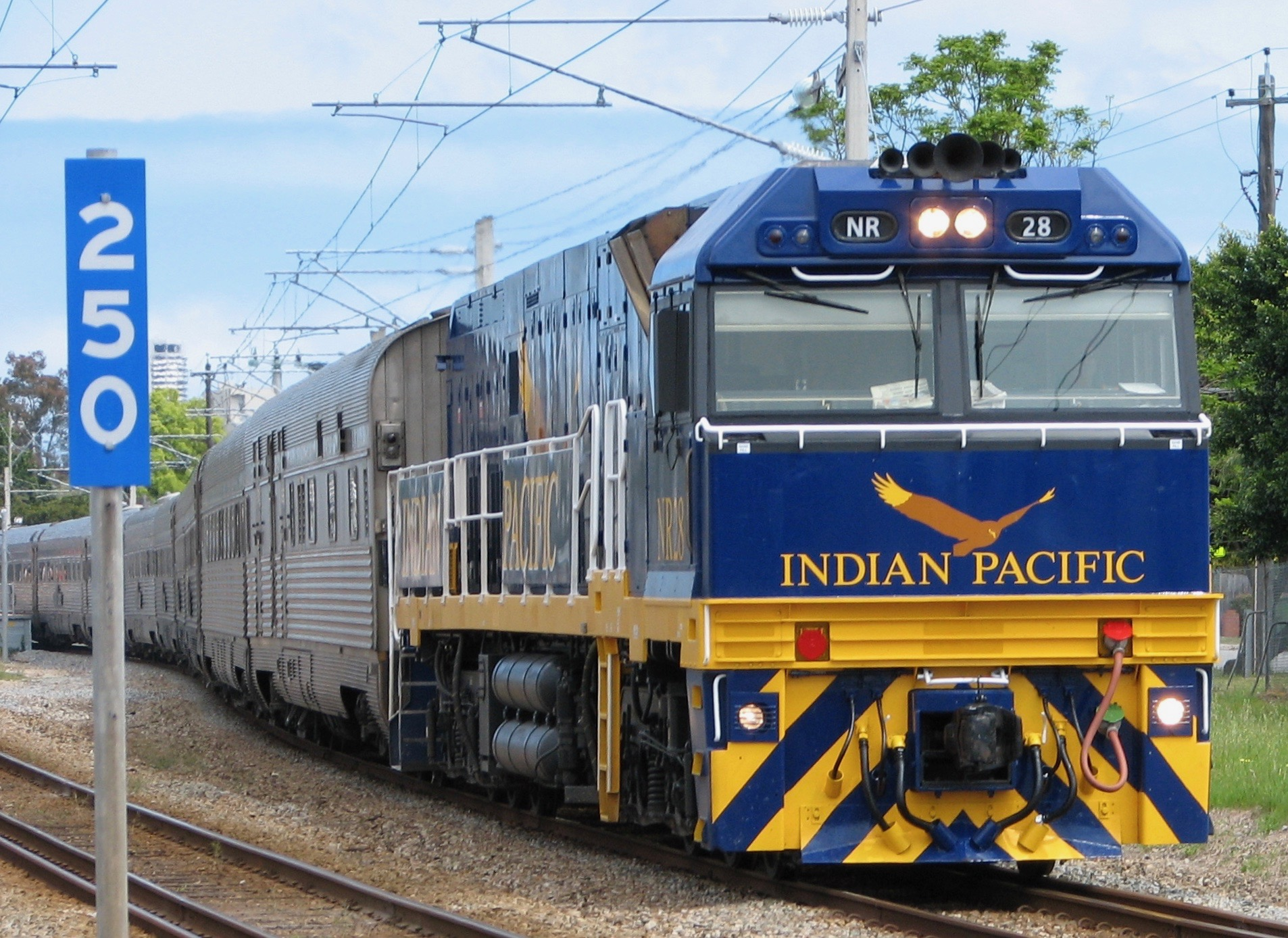
Vue du nouveau train livré le 24 septembre 2005.
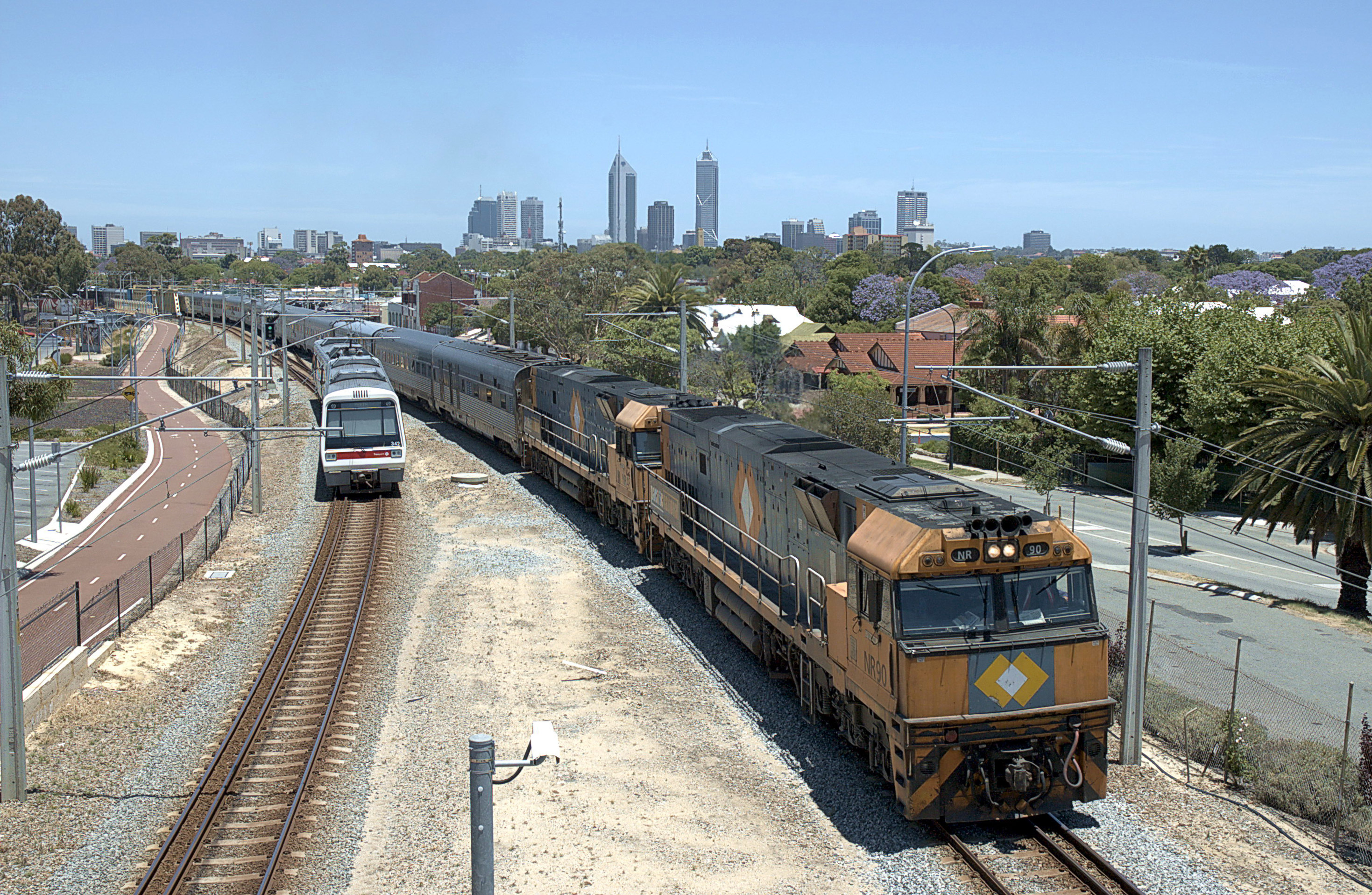
L'Indian Pacific traversant la banlieue de  Perth, 2005.
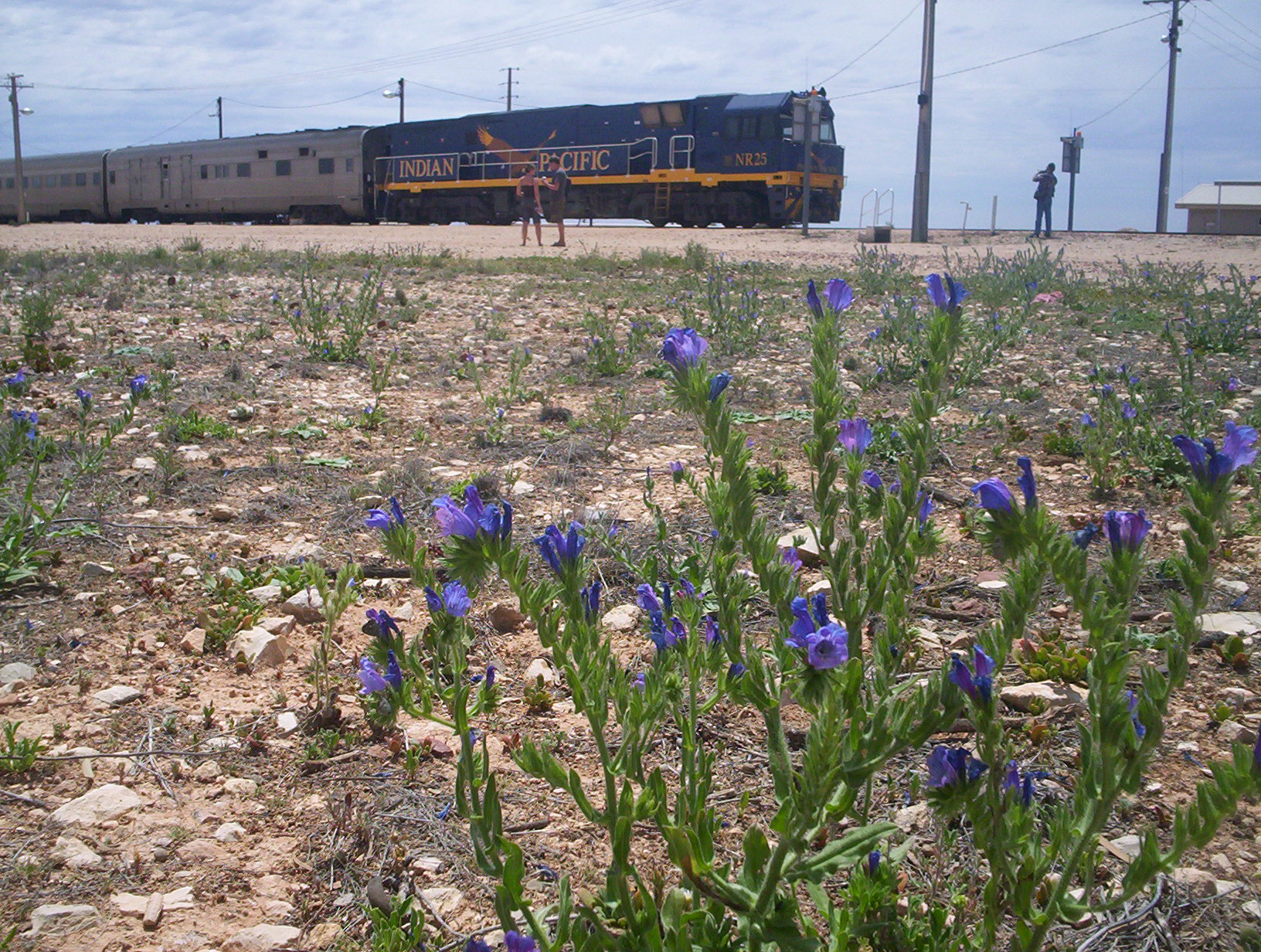
L'Indian Pacific à Cook.